# Antonio Francesco Sanvitale
Antonio Francesco Sanvitale (ur. 10 lutego 1660 w Parmie, zm. 17 grudnia 1714 w Urbino) – włoski duchowny katolicki, kardynał, arcybiskup Urbino.

## Życiorys
Święcenia kapłańskie przyjął 27 grudnia 1699. 16 lipca 1703 został wybrany tytularnym biskupem Efezu. Sakrę otrzymał 22 lipca 1703 z rąk kardynała Fabrizio Paolucci. Był nuncjuszem apostolskim w Toskanii. 6 maja 1709 objął stolicę metropolitalną Urbino, na której pozostał już do śmierci.
15 kwietnia 1709 Pius VII kreował go kardynałem in pectore. Nominacja została ogłoszona 22 lipca 1709.